# Sergo Kuruliszwili
Sergo Kuruliszwili, także Sergiusz Kuruliszwili ps. „Tajfun”, „Tajfuni” (ur. 4 września 1894 w Saczchere, zm. 26 marca 1925 w Warszawie) – poeta i dziennikarz, inżynier architekt gruziński. Działacz emigracji gruzińskiej w Polsce.

## Życiorys
Był synem Wano Kuruliszwiliego i Katarzyny z domu Nazariszwili. W Polsce zamieszkał w 1918 roku, zostając konsulem Gruzji w Polsce. Początkowo publikował na łamach „Przymierza” – organu Związku Zbliżenia Narodów Odrodzonych. Od 1920 był prezesem Komitetu Organizacyjnego Klubu Gruzińsko-Polskiego (gruz. Sakartwelo-Polonetis Klubi), a następnie prezesem rady naczelnej klubu. W 1922 był redaktorem jednodniówki „Amirani”. Był prezesem Komitetu Gruzińskiego w Polsce, w którym w ramach działalności był redaktorem jednodniówek „Pro Georgia” (1922) i „Pro Patria” (1923). Ponadto w ramach działalności w klubie organizował odczyty i prelekcje, rocznicowe obchody uroczystości i pomoc materialną dla potrzebujących członków mniejszości gruzińskiej. Jesienią 1923 został redaktorem „Kuriera Stołecznego” (od 1924: „Głos Wschodu”).
Został zastrzelony przez Stefana Le Brauna około 15:00, 25 marca 1925 w kawiarni Komorowskiego przy ul. Nowy Świat 26 w Warszawie. Motywem zabójstwa była zazdrość o malarkę – Halinę Sas-Wójcicką – żonę mordercy. Przestępca oddał w kierunku poety 4 strzały – 3 w skroń i 1 w plecy.
Kuruliszwili został pochowany na Cmentarzu Prawosławnym na Woli w Warszawie.
Jego żoną była Maria z domu Kaufman (zm. 1927).

## Publikacje
Był autorem dziesiątek artykułów podpisanych nazwiskiem lub inicjałami oraz licznych utworów poetyckich, często publikowanych pod pseudonimem „Tajfuni”, a także książek i broszur.
- Kuruliszwili S., Gruzja, Drukarnia Synów Stanisława Niemiry, 1921;
- Kuruliszwili S., Gruzja pod jarzmem bolszewickim, G. Gebethner, 1922;
- Kuruliszwili S., Róże pijane: poezje, Dom Książki Polskiej, 1923;
- Kuruliszwili S., Gwiezdny szlak: (nowele), skł. gł. Dom Książki Polskiej, 1923;
- Kuruliszwili S., Bolszewickie niebezpieczeństwo, skł. gł. Dom Książki Polskiej, 1923;
- Kuruliszwili S., Fale, 1923[2].